# توبی هریس
توبی هریس (انگلیسی: Toby Harries؛ زادهٔ ۳۰ سپتامبر ۱۹۹۸) دونده سرعت اهل بریتانیا است.